# Tagelsäv
Tagelsäv (Eleocharis quinqueflora) är en växtart i familjen halvgräs.